# Макаров, Геннадий Михайлович (музыковед)
Геннадий Михайлович Макаров (тат. Геннадий Михаил улы Макаров; род. 21 марта 1952, Альметьево, Альметьевский район, Татарская АССР, РСФСР, СССР) — советский и российский музыковед, этнограф, фольклорист, композитор. Кандидат искусствоведения (2004). Заслуженный деятель искусств Республики Татарстан (2016).

## Биография
Геннадий Михайлович Макаров родился 21 марта 1953 года в селе Альметьево Альметьевского района Татарской АССР. Из семьи кряшен. Отец — Михаил Васильевич Макаров (1921—2005), участник Великой Отечественной войны, работник нефтяной промышленности. По отцовской линии происходит из деревни Нижние Чершилы Сармановского района, по матери — из села Фёдоровка Заинского района. Стал старшим сыном в семье из пятерых детей, имеет двух братьев и двух сестёр. С детства рос в атмосфере народной музыки, начал собирать старинные музыкальные инструменты, стал записывать на магнитофон народные песни.
Учился в русской школе, в дальнейшем выучил литературный татарский язык по книгам Г. Тукая. После окончания восьмого класса школы поступил в Альметьевское музыкальное училище, но через полтора года бросил учёбу и устроился работать геофизиком. В тот период также окончил вечернюю школу, не переставая заниматься изучением фольклора. После срочной службы в Советской армии, которую проходил на территории Дагестана, вернулся на родину и поступил в Лениногорское музыкально-педагогическое училище, окончив его в 1977 году. Переехав в Казань, в 1977—1983 годах преподавал музыку в средней школе села Ленино-Кокушкино Пестречинского района. Одновременно поступил на заочное отделение музыкально-педагогического факультета Казанского государственного педагогического института, начав профессионально заниматься музыковедческими исследованиями. В 1970—1980-х годах вместе со своим двоюродным братом историком Д. В. Васильевым активно ездил в этнографические экспедиции по кряшенским деревням, собрав большой фотоархив народных типов и быта.
В 1984 году по приглашению И. Н. Надирова поступил на работу научным сотрудником в отдел искусства Института языка, литературы и истории имени Г. Ибрагимова при Казанском филиале Академии наук СССР. В 1986 году окончил КГПИ со специальностью учителя музыки. В 1989 году по предложению Г. Л. Файзрахманова стал членом организационного комитета Клуба кряшенской культуры, образованного под руководством Г. В. Родионова при Всетатарском общественном центре, с чего началось развитие национально-общественного движения кряшен Татарстана. Поддерживая деятельность в рамках существующего татарского национального движения, Макаров тогда отмечал, что задачей Клуба является «тесное сотрудничество и взаимодействие со всеми национальными и интернациональными прогрессивными общественными объединениями», каким является ВТОЦ, которое «именно такие задачи решает» и кряшены могут «внести свой вклад в это важное дело».
С начала 1990-х годов преподавал в татарской гимназии № 13, где вёл уроки музыки и фольклорный кружок. Одновременно с научной и общественной деятельностью, с 1992 года занимался преподавательской работой в Казанской государственной консерватории, был доцентом на кафедры татарской музыки и этномузыкологии. В том же году стал организатором и руководителем ансамбля старинной этнической музыки «Бәрәкәт» при Казанской консерватории, занявшегося исполнением как татарских народных песен, так и произведений классического устно-профессионального творчества. В 1995 году при Городском дворце детского творчества имени А. Алиша основал детский фольклорный ансамбль «Ак калфак», которым руководил на протяжении нескольких лет, реализовав на практике свои исследования татарского этномузыкального наследия. В 1997 году стал членом группы по переводу переводу Нового Завета на церковно-кряшенскую языковую традицию, созданной казанской кряшенской общиной вместе с Санкт-Петербургским отделением Российского библейского общества. В 2002 году стал руководителем отделения по изучению этнографии и фольклора кряшен, образованного на факультете национального искусства в Казанском государственном университете культуры и искусств. В том же году на базе КГУКИ организовал кряшенский студенческий фольклорный ансамбль «Бермянчек» («Верба»), в котором приступил к сценической постановке произведений музыкальной культуры кряшен.
В 2003 году возглавил класс кряшенского фольклора в детском центре дополнительного образования «Многонациональная воскресная школа» при Доме Дружбы народов Татарстана, где создал детский этнический ансамбль «Балтырган». В 2003—2004 годах был председателем «Общественной организации народности кряшен г. Казани» при Республиканском национально-культурном центре кряшен Татарстана, также руководил фольклорным классом при воскресной школе Тихвинского прихода. В 2004 году получил учёную степень кандидата искусствоведения, закончив аспирантуру ИЯЛИ и защитив в консерватории диссертацию на тему «Традиционные аэрофоны татар Волго-Камья: проблемы генезиса и исторической реконструкции» под научным руководством кандидата искусствоведения Н. Ю. Альмеевой. В 2007 году ушёл из ИЯЛИ, занявшись организацией фольклорного ансамбля татар-кряшен «Бермянчек», художественным руководителем которого был в 2008–2009 годах. В 2008 году получил учёное звание доцента в Казанской государственной консерватории имени Н. Г. Жиганова.

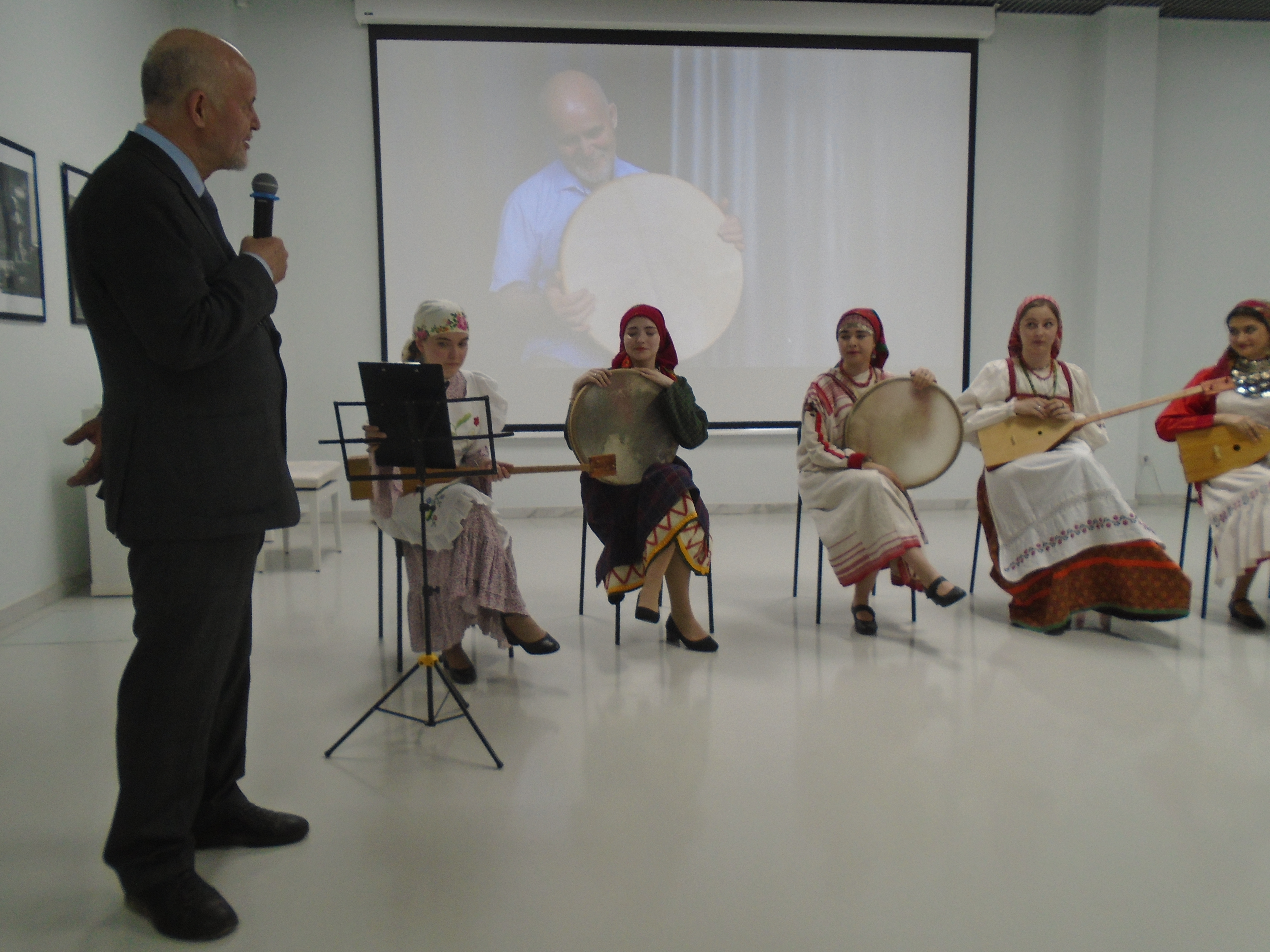
На творческой встрече, 2023 год

В 2010 году был назначен руководителем Центра по изучению истории и культуры крещёных татар при Институте истории имени Ш. Марджани Академии наук Республики Татарстан, решение о создании которого было принято ещё в 2008 году. В 2015 году название Центра было изменено после просьбы со стороны членов Общественной организации кряшен Татарстана, посчитавших негативным этноним «крещёные татары», но в то же время не пожелавших отсоединяться от татар как этноса. В том же году новым руководителем Центра изучения истории и культуры татар-кряшен и нагайбаков стал Р. Р. Исхаков, тогда как Макаров остался старшим научным сотрудником. До 2018 года работал в Казанском государственном институте культуры, ныне преподаёт на кафедре музыкологии Казанской консерватории. С 2020 года является научным руководителем Музея тюркских музыкальных инструментов и автором композиций для ансамбля старинной музыки «Кадим Алмет», образованных при общественном центре «Алмет» в Альметьевке.
Член Союза композиторов России и Республики Татарстан, экспертного совета по межконфессиональным и этническим отношениям при Казанском Приволжском федеральном университете, правления Общественной организации кряшен Республики Татарстан. В 2016 году удостоен звания заслуженного деятеля искусств Республики Татарстан. В 2023 году выдвигался на соискание Государственной премии Республики Татарстан имени Г. Тукая — «за вклад в сохранение и развитие песенно-инструментальных традиций народов Республики Татарстан».  Активно выступает в прессе по вопросам татарской культуры в целом и музыки в частности, критикует уровень фольклорного образования в республике, высказывается против навязывания единого стиля в татарской национальной одежде.

## Научная работа

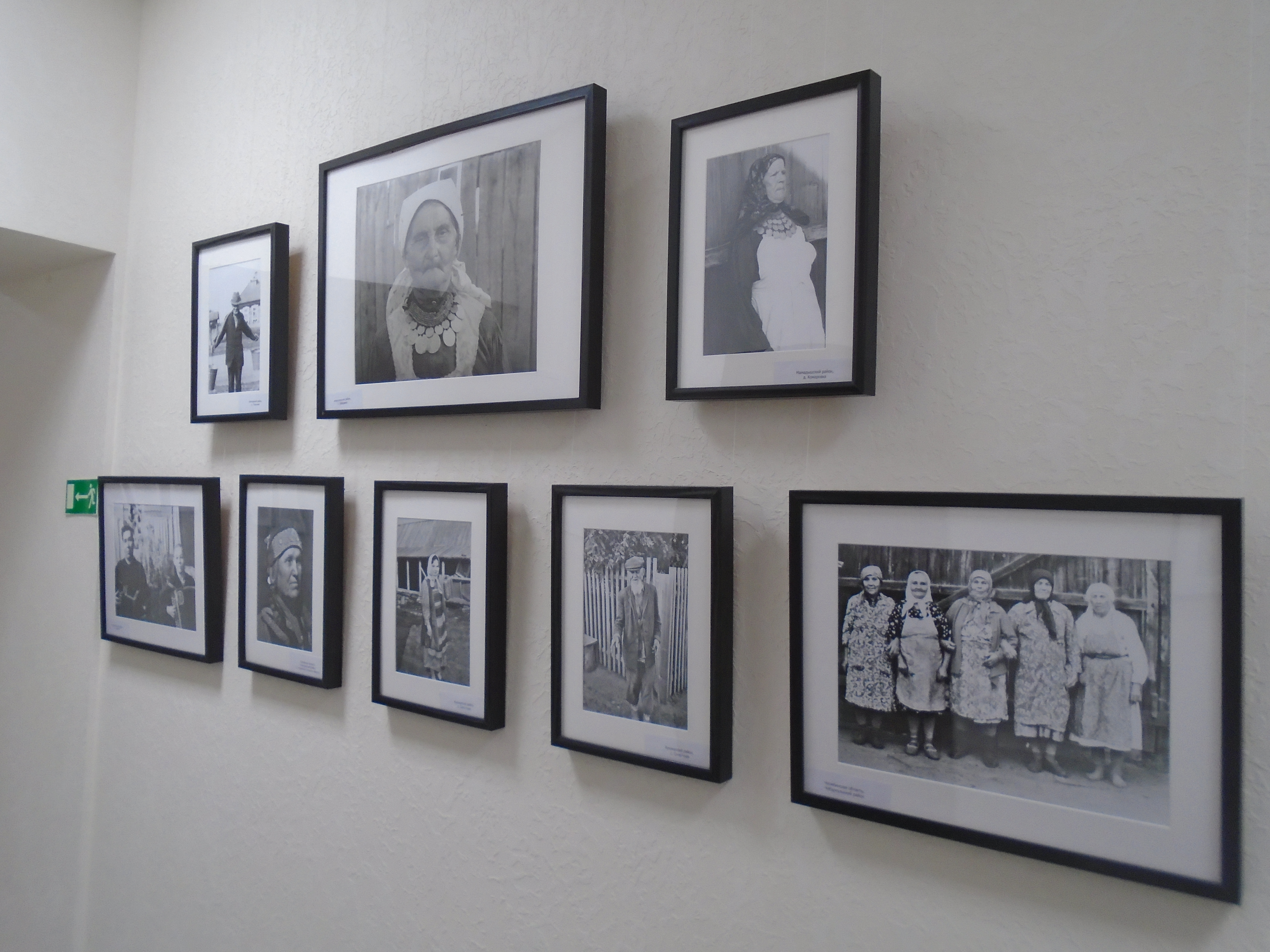
Фотографии из экспедиций Макарова

Будучи одним из ведущих этномузыковедов Татарстана, специализируется на изучении татарского фольклора, вокального, музыкально-поэтического, инструментального искусства этнических групп татар, истории тюркского искусства. Как фольклорист-собиратель на протяжении более чем сорока лет занимается полевой этнографией, участвует в фольклорных экспедициях, записав за это время большое количество уникальных образцов этнической музыки народов Поволжья, Урала, Сибири, а также в районах компактного проживания татар в Венгрии, Голландии, Турции. Со студенческих лет занимается изучением, реконструкцией и возрождением татарских музыкальных инструментов по старинным образцам, таких как, например, даф, танбур, думбра, смычковый кубыз, курай, гусли. Музыкальные инструменты своей работы Макаров активно использует в практике собственного исполнительства, обучает игре на них в казанском Культурном центре имени Я. Емельянова.
Является автором нескольких книг, более ста научных и критических статей по проблемам татарской традиционной музыки, ряда монографий и сборников народных песен. Занимаясь исследованием музыкально-пропагандистской, фольклористической и композиторской деятельности С. Х. Габяши, внёс значительный вклад в популяризацию его наследия, выпустив сборник «Народные мелодии. Тюрко-татарские напевы (по записям Султана Габяши)» (2002). В этом издании, составленном на материалах музыкального быта татар, Макаров осуществил большую работу по реконструкции народных мелодий, записанных Габяши в начале XX века. В кандидатской диссертации «Традиционные аэрофоны татар Волго-Камья: проблемы генезиса и исторической реконструкции» (2004) Макаров проанализировал ряд образцов песенной и инструментальной культуры музыкального фольклора этнических групп татар Поволжья, зафиксировал особенности бытования традиционных духовых инструментов, народную манеру их исполнения, названия, закономерности историко-стилевого формирования и исторической реконструкции. На лингвистическом материале, собранном в результате многолетней экспедиционной работы, Макаров подверг тщательному анализу некоторые субстраты индоиранских музыкальных традиций в культуре казанских татар, кряшен, мишарей, мордвы, чувашей и других народов Волго-Камья, описал их диалектную лексику и разновидности аэрофонов ранних историко-стилевых пластов. Он также ввёл в научный оборот ценные материалы из жизни и творчества татарских деятелей музыкальной культуры, рассмотрев инструментальное искусство поволжских татар в контексте как Волго-Камского, так и шире — Центральноазиатского этнокультурного региона. В дальнейшем на основе диссертации вышла отдельная книга «Традиционные духовые музыкальные инструменты татар Волго-Камья (Проблемы генезиса и исторической реконструкции)» (2006).

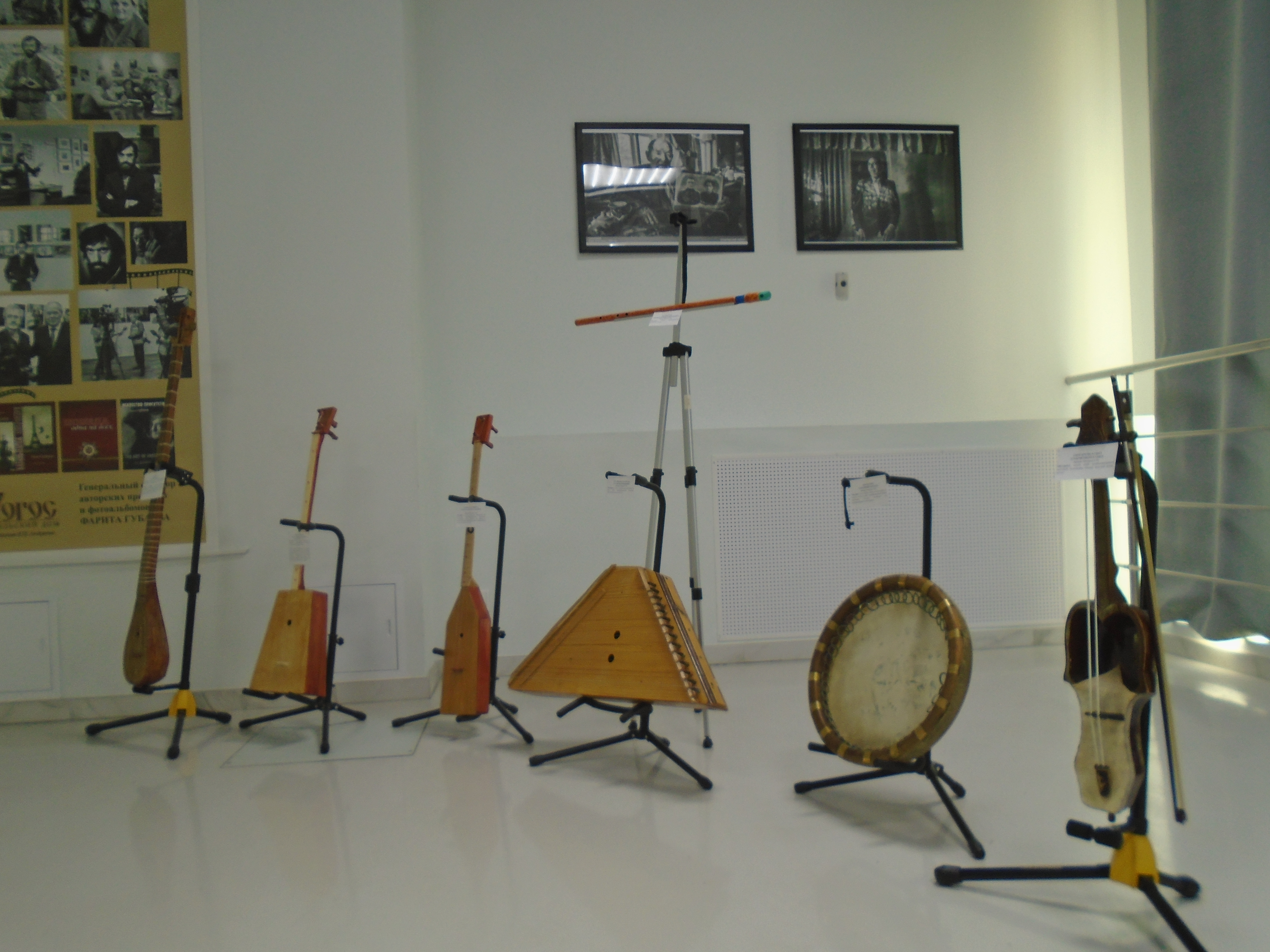
Инструменты работы Макарова

В работе «В беседах дервишей. Баиты и мунаджаты» (2011) Макаров поместил ряд образцов старинной татарской поэзии (религиозно-сюжетные стихи, наставления, любовная лирика, детские песни) в собственной обработке с сопутствующей нотной записью, приведя свидетельства того, что во многих татарских деревнях и сёлах до сих пор бытуют баиты и мунаджаты. В книге «Нагайбакские песни и музыкальные инструменты» (2015), посвящённой песенно-поэтическому и инструментальному искусству казаков-нагайбаков, Макаров на примерах музыкального фольклора, полевых записей, нотных расшифровок показал своеобразие и самобытность нагайбакского музыкально-поэтического творчества, осветил его жанровые особенности и вопросы происхождения музыкальных инструментов. В этой работе Макаров выступил с идеей включения наследия этой этнической группы татар в единое научное и культурно-просветительское информационное пространство, а также создания механизмов возрождения и сохранения искусства нагайбаков посредством системы образовательных и культурно-просветительских учреждений в тех регионах, где они проживают. Продолжением работы по изучению музыкального наследия нагайбаков стал выход сборника «Нагайбакские народные песни» (2020), изданного в рамках фестиваля-конкурса народного творчества нагайбаков и кряшен «Арумысыз, туганнар». В данном труде Макаров привёл образцы песенных напевов нагайбаков Нагайбакского, Чебаркульского, Уйского районов Челябинской области, а также Оренбургской области, сопроводив их нотами и этнографическими сведениями.
Наряду с музыковедческой работой занимался поиском, фиксацией и восстановления тамга многих кряшенских родов, которые перерисовывал с сохранивших намогильных камней во время фольклорных экспедиций. Был консультантом по фольклору в ряде документальных, учебных, художественных кинофильмов, в числе которых — «Зулейха» (2004, реж. Р. Ч. Тухватуллин), «Возрождая звук» (2008), «Путь нагайбаков: долг, боль и свет» (2009, оба — реж. С. И. Юзеев). Также написал либретто к рапсодии «Чал Болгар аһәңнәре» («Напевы Древнего Булгара», 2003, комп. А. З. Монасыпов), также записал два компакт-диска «„Ак калфак“ ансамбле жырлары» («Песни ансамбля „Ак Калфак“», 2006) и «Кадим моннар» («Старинные песни», 2007) со старинными татарскими народными песнями в собственной аранжировке. Является одним из авторов Татарской энциклопедии. Активно сотрудничал с Альметьевской энциклопедией, собирал полевые материалы по татарской традиционной вокальной и инструментальной культуре Альметьевска и селений Альметьевского района, исследования по которым были включены региональные издания и коллективные публикации. Значительное внимание уделяет проблеме сохранения культуры кряшен, не считая этот вопрос политическим. Указывая на неопределённости в происхождении кряшен, отмечает, что большой разницы между татарским языком и кряшенским нет, а различия лежат практически лишь в религиозной плоскости. Не отрицая некоторых проблем в положении кряшен в Татарстане, вместе с тем опровергал заявления официального представителя Московского патриархата Р. А. Силантьева о некоем «обращении» кряшенского сообщества к патриарху Московскому и всея Руси Алексию II для признания их отдельным от татар народом, отмечая, что это могли сделать отдельные люди в частном порядке.

## Личная жизнь

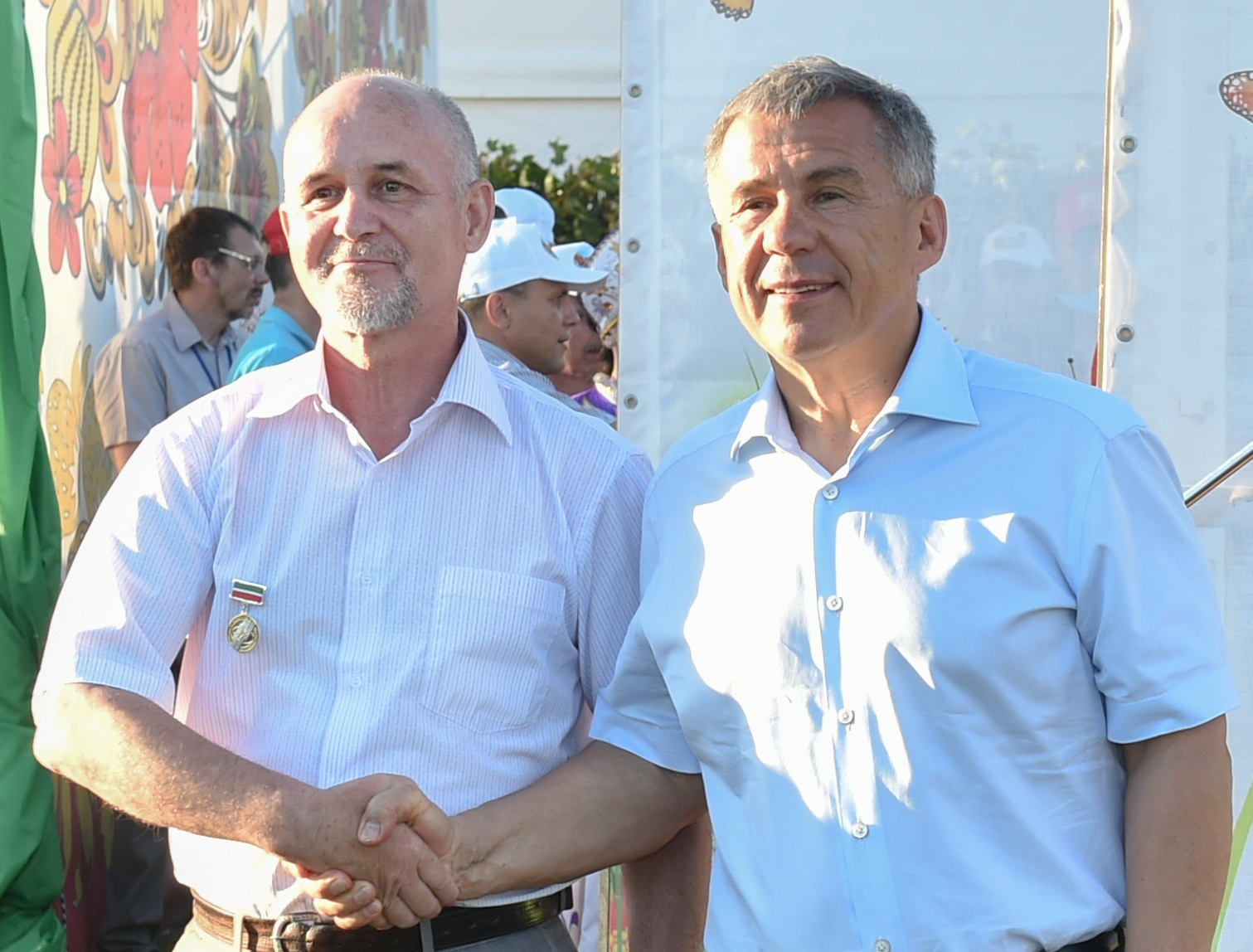
На вручении звания, 2016 год

Жена — Фаниса Хасимовна, татарка, родом из села Янаул Башкирской АССР, выпускница Казанского государственного университета имени В. И. Ульянова-Ленина, по образованию филолог. Трое детей: сын Тимур (работник торговли) и две дочери — Анна (налоговый инспектор) и Ирина (актриса театра Калягина).

## Награды
- Медаль «В память 1000-летия Казани» (2005 год)[19].
- Медаль «За доблестный труд» (2021 год) — за большой вклад в развитие культуры и искусства, многолетний добросовестный труд и активную общественную деятельность[72].
- Почётное звание «Заслуженный деятель искусств Республики Татарстан» (2016 год)[1]. Вручено президентом Республики Татарстан Р. Н. Миннихановым на Республиканском празднике культуры кряшен «Питрау» в селе Зюри Мамадышского района[73].